# Doddamathighatta, Channarayapatna
Doddamathighatta là một làng thuộc tehsil Channarayapatna, huyện Hassan, bang Karnataka, Ấn Độ.